# Józef Maciej Halecki
Józef Maciej Halecki (ur. 1786, zm. 1855) – szlachcic galicyjski. 

## Życiorys
Jego ojcem był Stanisław Halecki, właściciel ziemi w Jureczkowie, okręg Bircza w powiecie sanockim. 21 grudnia 1832 otrzymał legitymację rycerza wydaną Galicyjski Wydział Krajowy. W 1829 poślubił Antoninę von Gemeiner. W 1848 służył w Gwardii Narodowej oraz później w cesarsko-królewskim 58 pułku piechoty. Ojciec austriackich wojskowych: generała Oskara Alojzego Haleckiego i podpułkownika Antoniego Haleckiego. Był dziadkiem historyka Oskara Haleckiego.